# Phlebia radiata
Phlébie rayonnante, Phlébie morcelée, Mérule radiée
Espèce
Phlebia radiata, la Phlébie rayonnante, Phlébie morcelée ou encore Mérule radiée, est une espèce de champignons saprophytes résupinés, non comestibles, du genre Phlebia dans la famille des Meruliaceae.

## Nom binominal accepté
Phlebia radiata Fr. 1821

## Synonymes
- Auricularia aurantiaca Sowerby 1800
- Hydnum carneum (Fr.) Fr.. 1821
- Irpex carneus (Fr.) Fr.. 1828
- Merulius fulvus Lasch 1829
- Merulius merismoides Fr. 1818
- Phlebia aurantiaca (Schumach.) J. Schrot. 1888
- Phlebia aurantiaca var. radiata (Fr.) Bourdot & Galzin 1928
- Phlebia cinnabarina Schwein. 1832
- Phlebia contorta Fr. 1821
- Phlebia kriegeriana Henn. 1902
- Phlebia merismoides (Fr.) Fr.. 1821
- Phlebia radiata F. contorta (fr.) Parmasto 1967
- Phlebia radiata var. contorta (Fr.) Quel. 1886
- Phlebia radiata f. merismoides (fr.) Parmasto 1967
- Radulum carneum (fr.) Fuckel 1870
- Sistotrema carneum Fr. 1818
- Xylodon carneus (Fr.) Kuntze 1898

## Description du sporophore
Hyménophore : résupiné, gibbeux, 1-10 cm ou plus de largeur ; contour irrégulier ; jusqu'à environ 3 mm d'épaisseur ; surface ridée dans laquelle rayonnent les rides vers l'extérieur, plus ou moins à partir d'un point central. Il ne développe pas de pores et ne présente pas une structure en chapeau.
Marge : frangée, peut parfois se développer un peu repliée, bord poilu. Tendance à blanchir avec l'âge.
Cuticule : orange au rose, plus rarement beige orangé sur les bords, ou violacée.
Sporée blanche.

## Habitat
Se répand sur le bois mort de feuillus et de conifères dans l'hémisphère nord où il est largement distribué. Saprophyte, il se développe sur les souches de feuillus morts (en particulier le hêtre) ou parfois de conifères; annuel, il provoque une pourriture blanche.

## Saisons
Toute l'année.

## Comestibilité
Non comestible.